# Pedro Mairal

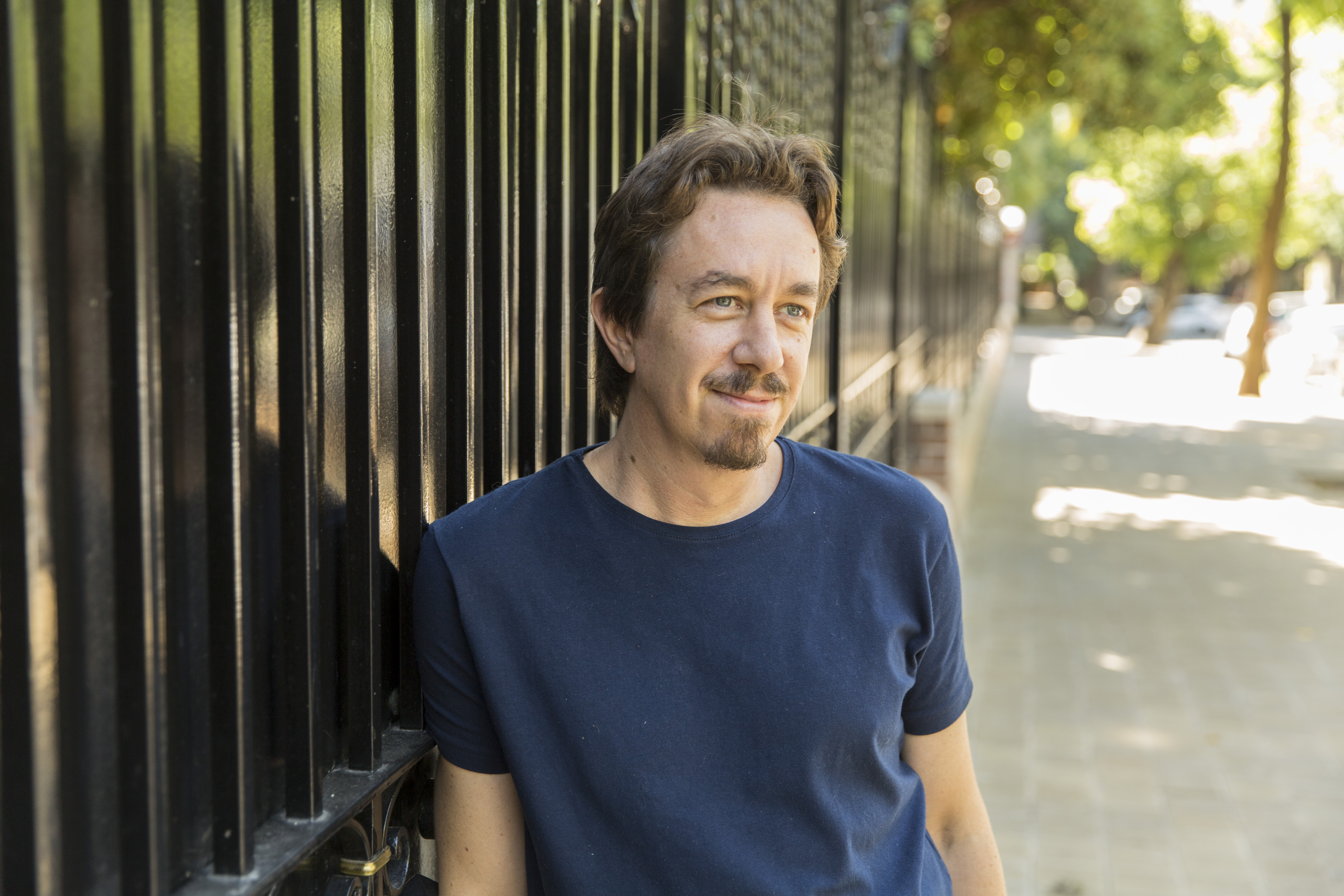
Pedro Mairal (2017)

Pedro Mairal (geboren am 27. September 1970 in Buenos Aires) ist ein argentinischer Schriftsteller.

## Leben
Pedro Mairal begann ein Medizinstudium und studierte dann Englische Literatur an der privaten Universidad del Salvador in Buenos Aires. Seine ersten Gedichte wurden in der Tageszeitung La Prensa gedruckt.
Mairal schreibt für die Zeitung, ist Drehbuchautor und Verfasser mehrerer Romane. Sein Roman Una noche con Sabrina Love wurde im Jahr 2000 unter demselben Titel verfilmt. Seine Lyrik erschien auch unter dem Pseudonym Ramón Paz. Der Roman La uruguaya wurde ein Bestseller in Argentinien und Spanien, und Mairal erhielt dafür 2017 den Premio Tigre Juan.

## Werke (Auswahl)
Roman
- Una noche con Sabrina Love (1998)
  - Eine Nacht mit Sabrina Love. Übersetzung Alexandra Messerer. Droemer Knaur, München 2002, ISBN 978-3-426-61512-6
- El año del desierto (2005)
- Salvatierra (2008)
  - Das fehlende Jahr des Juan Salvatierra. Übersetzung Dagmar Ploetz. Hanser, München 2010, ISBN 978-3-446-23559-5
- La uruguaya (2016)
  - Auf der anderen Seite des Flusses. Übersetzung Carola S. Fischer. Mare Verlag, Hamburg 2020, ISBN 978-3-86648-603-4

Erzählung
- Hoy temprano (2001)
- Heute früh, in: Timo Berger, Rike Bolte (Hrsg.): Asado Verbal. Junge argentinische Literatur. Wagenbach, Berlin 2010, S. 130–136, ISBN 978-3-8031-2634-4
- Breves amores eternos(2019)

Lyrik
- Tigre como los pájaros (1996)
- Consumidor final (2003)
- Ramón Paz: Pornosonetos (2003)
- Ramón Paz: Pornosonetos II (2005)
- Ramón Paz: Pornosonetos III (2008)
- El gran surubí (2013)

Sachbuch
- El equilibrio (2013)
- El subrayador (2014)
- Maniobras de evasión (2017)